# Enyalioides oshaughnessyi
Espèce
Synonymes
- Enyalius oshaughnessyi Boulenger, 1881

Enyalioides oshaughnessyi est une espèce de sauriens de la famille des Hoplocercidae.

## Répartition
Cette espèce se rencontre en Équateur et en Colombie. 

## Étymologie
Cette espèce est nommée en l'honneur de Arthur William Edgar O'Shaughnessy.

## Publication originale
- Boulenger, 1881 : Description of a new species of Enyalius in the Brussels Museum. Proceedings of the Zoological Society of London, vol. 1881, p. 246-247 (texte intégral).